# NGC 4629
NGC 4629 é uma galáxia espiral (Sm) localizada na direcção da constelação de Virgo. Possui uma declinação de -01° 21' 03" e uma ascensão recta de 12 horas, 42 minutos e 32,7 segundos.
A galáxia NGC 4629 foi descoberta em 19 de Fevereiro de 1863 por Heinrich Louis d'Arrest.